# The Urban Institute
The Urban Institute (Інститут міста) — некомерційна організація в США, заснована 1968 року, яка зосереджує увагу на проблемах суспільства, зокрема проблемі житловлаштування, демографічних проблемах, експертному обслуговуванні. Цей аналітичний центр, що базується у Вашингтоні, округ Колумбія, проводить дослідження економічної та соціальної політики для «формування відкритих поглядів, а також формування та пропонування рішень». Urban Institute вимірює ефективність політик, порівнює версії, показує здобутки зацікавлених сторін, тестує конвенційні шаблони, виявляє тенденції і чітко визначає витрати, вигоди та ризики . 
Urban Institute отримує фінансування від державних контрактів, фондів та приватних донорів. В інституті працює приблизно 400 працівників. Річний бюджет організації — 70 млн дол.

## Історія та фінансування
Інститут міста був створений у 1968 році адміністрацією Ліндона Б. Джонсона для вивчення урбаністичних проблем нації та оцінювання ініціатив Великого суспільства, закріплених більш ніж у 400 законах, прийнятих за попередні чотири роки. Джонсон відібрав відомих економістів та громадських лідерів для створення позапартійної, незалежної дослідницької організації. До цих лав потрапили Керміт Гордон, МакГерор Банді, Ірвін Міллер, Арджай Міллер, Річард Нойштадт, Сир Венс і Роберт Макнамара. Колишній помічник державного секретаря з питань охорони здоров'я, освіти та благополуччя Вільям Горхем був обраний першим президентом і працював на цій посаді з 1968 до 2000 року.
Поступово дослідницька та фінансова база Urban institute розширилася. У 2013 році федеральними урядовими контрактами було надано близько 54% операційних фондів Urban, приватні фонди надали ще 30%; також вклалися неприбуткові організації, корпорації та корпоративні фонди, державні та місцеві органи влади, міжнародні організації та іноземні суб'єкти, фізичні особи та урядові ресурси. Деякі з понад 100 приватних спонсорів та спонсорів Urban institute: Фонд Енн Е. Кейсі, Фонд Форда, Фонд Роберта Вуда Джонсона, Генрі Дж. Кайзер, Фонд Чарльза Стюарта Мотта та Фонд Рокфеллера. Державне фінансування станом на 2020 фінансовий рік надходить від різних гілок влади США, включаючи Міністерство юстиції, Міністерство охорони здоров'я та соціальних служб, Агентство США з міжнародного розвитку (USAID) та Міністерство сільського господарства США.

## Актуальні ініціативи
Наразі Інститут міста веде більше 200 проектів. Нові дослідження охоплюють проблеми виходу на пенсію та старіння в Америці, платників податку на прибуток, державного впровадження Закону про доступний догляд, дослідження робочих сімей та їхніх дітей, дітей-іммігрантів у школах США, ефективності запобігання злочинності та особистих та національних проблем довгострокового безробіття. Інститут міста також вивчає сімейні, економічні та соціальні проблеми, з якими стикаються звільнені в'язні. За кордоном Інститут міста має профільні дослідження у 20 країнах, надаючи технічну допомогу в процесах децентралізації, місцевого управління та надання послуг. Багато підрозділів Інституту міста визнані провідними політичними інститутами у своїх сферах.

## Організація
Приблизно 450 співробітників Інституту міста працюють у декількох дослідницьких центрах та програмних сферах: Центр неприбуткових організацій та благодійності; Метрополітен Центр житлового та громадського управління; Центр охорони здоров'я; Центр освітньої політики; Центр політики отримання доходів та виплат; Центр з міжнародного розвитку та управління; Центр юстиції; Центр праці, соціальних служб та населення та проект "Робочі сім'ї з низькими доходами". Серед інших підрозділів Інституту міста — центр податкової політики Інституту Брукінгса, Національний центр благодійної статистики та прес-центр міського інституту.
У 2010 році дослідження Інституту міста були пов'язані з усіма 50 штатами та приблизно 25 країнами.
Інститут працює з Асоціацією фандрейзингових фахівців для розробки проекту "Ефективність фандрейзингу". Цей звіт містить резюме даних від кількох різних фірм-донорів програмного забезпечення та інших постачальників даних, таких, як Bloomerang, DonorPerfect, NeonCRM, адвентистів 7-го дня, DataLake, DonorTrends, eTapestry, ResultsPlus та ClearViewCRM. Згідно з доповіддю, донори дали на 3% більше в 2016 році, ніж у 2015 році, але отримавши 100 доларів неприбуткові кошти в розмірі 95 доларів.

### Персонал
Третя президент Інституту міста в лютому 2012 року стала експертом з питань державної політики та ринку житла Сари Розен Уортлєт. Їй перейшов Роберт Д. Рейшауер, колишній керівник бюджетного управління Конгресу. Reischauer перейшов до Вільяма Горема, засновника президента, у 2000 році.
Більшість дослідників у місті - економісти, соціальні вчені, дослідники державної політики та адміністрації. Інші - математики, статистики, містобудівники, інженери або комп'ютерні вчені. Деякі з них мають досвід у медицині, правознавстві або мистецтва та листи. Унікальний серед найбільших дослідницьких організацій країни - інститут становить 63% жінок, а п'ять з десяти директорів дослідницьких центрів - жінки. Станом на середину 2011 року 27% працівників Інституту є меншиною.

## Рада піклувальників
З 2015 року членами ради є Джеймі Горелік (кафедра), Фрімен А. Грабовський III (заступник голови), Джеремі Тревіс (заступник голови), Дж. Адам Абрам, Девід Автор, Дональд А. Бер, Афсанех Бешлосс, Ерскин Боулз, Генрі Кіснерос, Джоел Л. Флейшман, Фернандо Герра, Марна Л. Левін, Євген А. Людвіг, Н. Грегорі Менків, Кен Мелман, Мері Дж. Міллер, Аннет Л. Назарет, Джошуа Б. Ралес; Ентоні А. Вільямс та Джуді Вудрафф.

## Політична позиція
Інститут міст називався "незалежним" та "ліберальним". Дослідження медіа-упередженості у 2005 році у The Quarterly Journal of Economics визнало Urban Institute 11-м найбільш ліберальним з 50 найбільш цитованих аналітичних центрів та політичних груп, розмістивши його між NAACP та рухом за етичне поводження з тваринами. Згідно з дослідженням журналу U.S. News & World Report, більшість пожертв співробітників Urban Institute на політичні кампанії надходять демократичним політикам. У період з 2003 по 2010 роки співробітники Інституту міст зробили політичні пожертви на суму 79 529 доларів, і жоден з них не надійшов до республіканської партії.